# Nastri d'argento - Grandi Serie 2022
La 2ª edizione dei Nastri d'argento - Grandi Serie si è tenuta il 4 giugno 2022 presso il Teatro di corte di Palazzo Reale di Napoli. Le candidature sono state annunciate il 9 maggio 2022.

## Premi e candidature
I vincitori sono indicati in grassetto, a seguire gli altri candidati.

### Miglior serie TV
- A casa tutti bene - La serie, regia di Gabriele Muccino (ex aequo)
- Le fate ignoranti, regia di Ferzan Özpetek e Gianluca Mazzella (ex aequo)
- Bang Bang Baby, regia di Michele Alhaique, Margherita Ferri e Giuseppe Bonito
- Christian, regia di Stefano Lodovichi e Roberto Cinardi
- Diavoli, regia di Nick Hurran e Jan Maria Michelini
- Gomorra - La serie, regia di Marco D'Amore e Claudio Cupellini
- Incastrati, regia di Ficarra e Picone
- L'amica geniale, regia di Daniele Luchetti
- Il cacciatore, regia di Davide Marengo e Fabio Paladini
- Il re, regia di Giuseppe Gagliardi
- Monterossi, regia di Roan Johnson
- Vita da Carlo, regia di Carlo Verdone e Arnaldo Catinari

### Miglior serie TV - Crime
- I bastardi di Pizzofalcone, regia di Monica Vullo
- L'ispettore Coliandro, regia di Milena Cocozza e Manetti Bros.
- Nero a metà, regia di Claudio Amendola e Enrico Rosati
- Rocco Schiavone, regia di Simone Spada
- Vostro onore, regia di Alessandro Casale

### Miglior serie TV - Dramedy
- Doc - Nelle tue mani, regia di Beniamino Catena e Giacomo Martelli
- Blanca, regia di Jan Maria Michelini e Giacomo Martelli
- Chiamami ancora amore, regia di Gianluca Maria Tavarelli
- Speravo de morì prima, regia di Luca Ribuoli
- La Compagnia del Cigno, regia di Ivan Cotroneo

### Miglior serie TV - Commedia
- Bangla - La serie, regia di Emanuele Scaringi e Phaim Bhuiyan
- I delitti del BarLume, regia di Roan Johnson
- Tutta colpa di Freud - La serie, regia di Rolando Ravello

### Miglior film TV
- Sabato, domenica e lunedì, regia di Edoardo De Angelis (ex aequo)
- Yara, regia di Pietro Valsecchi e Camilla Nesbitt (ex aequo)
- Crazy for Football - Matti per il calcio, regia di Volfango De Biasi
- Non ti pago, regia di Edoardo De Angelis

### Miglior attrice protagonista
- Maria Chiara Giannetta - Blanca
- Cristiana Capotondi - Le fate ignoranti
- Laura Morante - A casa tutti bene - La serie
- Dora Romano - Bang Bang Baby
- Greta Scarano - Chiamami ancora amore

### Miglior attore protagonista
- Luca Argentero - Doc - Nelle tue mani
- Fabrizio Bentivoglio - Monterossi
- Edoardo Pesce - Christian
- Francesco Scianna - A casa tutti bene - La serie
- Luca Zingaretti - Il re

### Miglior attrice non protagonista
- Ambra Angiolini e Anna Ferzetti - Le fate ignoranti (ex aequo)
- Monica Guerritore - Vita da Carlo, Speravo de morì prima (ex aequo)
- Silvia D'Amico - Christian
- Lucia Mascino - I delitti del BarLume
- Isabella Ragonese - Il re

### Miglior attore non protagonista
- Eduardo Scarpetta - L'amica geniale (ex aequo)
- Max Tortora - Tutta colpa di Freud - La serie, Vita da Carlo (ex aequo)
- Valerio Aprea - A casa tutti bene - La serie
- Francesco Colella - Christian
- Pietro Sermonti - Bangla - La serie

## Premi speciali
I vincitori sono indicati in grassetto.

### Nastro dell'anno per la serie più innovativa
- Strappare lungo i bordi, regia di Zerocalcare

### Nastro Speciale Original
- Carlo Verdone - Vita da Carlo

### Nastro d'argento speciale
- Lisa Nur Sultan, Barbora Bobuľová, Lunetta Savino, Miriam Dalmazio, Marina Occhionero e Carla Signoris - Studio Battaglia
- Alessandro Gassmann - Un professore, I bastardi di Pizzofalcone

### Miglior regista esordiente
- Domenico Procacci - Una Squadra

### Premio Biraghi - Serie
- Caterina De Angelis e Antonio Bannò - Vita da Carlo

### Premio Nuovo Imae 2022
- Mare fuori

### Premio per l'immagine - Wella Professionals
- Maria Chiara Giannetta